# Skotoússa
Skotoússa (Skotoussa) är en ort i Grekland.   Den ligger i prefekturen Nomós Serrón och regionen Mellersta Makedonien, i den norra delen av landet, 400 km norr om huvudstaden Aten. Skotoússa ligger 28 meter över havet och antalet invånare är 1 415.
Terrängen runt Skotoússa är platt åt sydväst, men åt nordost är den kuperad. Runt Skotoússa är det ganska tätbefolkat, med 67 invånare per kvadratkilometer. Närmaste större samhälle är Serrai, 14,7 km öster om Skotoússa. Trakten runt Skotoússa består till största delen av jordbruksmark.